# Ричардсон, Фрэнк
Фрэнк Ларри Ричардсон Арменголь (англ. Frank Larry Richardson Armengol; род. 21 апреля 1962, Манагуа) — никарагуанский пловец. Участник летних Олимпийских игр 1976 года.

## Биография
Фрэнк Ричардсон родился 21 апреля 1962 года в никарагуанском городе Манагуа в семье американцев.
В 1976 году вошёл в состав сборной Никарагуа на летних Олимпийских играх в Монреале. В плавании на 200 метров вольным стилем занял в квалификации последнее, 55-е место, показав результат 2 минуты 12,33 секунды и уступив 19,62 секунды попавшему в финал с 8-го места Андрею Богданову из СССР. На дистанции 400 метров вольным стилем занял в квалификации последнее, 47-е место с результатом 4.40,76, уступив 40,62 секунды попавшему в финал с 8-го места Стиву Баджеру из Канады. На дистанции 100 метров на спине занял в квалификации последнее, 41-е место с результатом 1.12,38, уступив 12,22 секунды попавшему в полуфинал с 16-го места Рышарду Жугаю из Польши. Был знаменосцем сборной Никарагуа на церемонии открытия Олимпиады.

## Семья
Младшая сестра — Мишель Ричардсон (род. 1969), американская пловчиха. Серебряный призёр летних Олимпийских игр 1984 года.